# Loxocera lateralis
Loxocera lateralis är en tvåvingeart som beskrevs av Friedrich Hermann Loew 1874. Loxocera lateralis ingår i släktet Loxocera och familjen rotflugor. Inga underarter finns listade i Catalogue of Life.